# Село имени Мукажана Жумажанова
имени Мукажана Жумажанова (каз. Мұқажан Жұмажанов атындағы, до 2004 г. — Аппаз) — село в Жанааркинском районе Улытауской области Казахстана. Административный центр сельского округа им. Мукажана. Код КАТО — 354441100.

## Население
В 1999 году население села составляло 611 человек (306 мужчин и 305 женщин). По данным переписи 2009 года, в селе проживал 731 человек (377 мужчин и 354 женщины).